# 兴道书院
兴道书院，位于中国广东省揭阳市揭西县棉湖镇，为揭西县的一个县级文物保护单位，类型为古建筑，公布时间为1978年8月。
兴道书院的历史年代为大革命时期。